# 피셔땃쥐
피셔땃쥐(Crocidura fischeri)는 땃쥐과에 속하는 포유류의 일종이다. 이집트, 케냐, 그리고 탄자니아에서 발견된다. 자연 서식지는 건조한 사바나 지역이다. 서식지 감소로 멸종 위협을 받고 있다.